# مسجد عبد المنعم الزواوي
مسجد عبد المنعم الزواوي؛ يقع في منطقة الخوير في العاصمة العمانية مسقط على شارع السلطان قابوس، وبني على يد عمر الزواوي أحد أبناء عائلة الزواوي. 

## نبذة
افتتح المسجد في عام 1985م. وتقام فيه الصلوات الخمس وصلاة الجمعة. ويتميز بألوانه الذهبية وحفر القرآن على ألواح معدنية على جدرانه.

## وصلات خارجية
- النظام الإلكتروني للمساجد